# The Boring Company
The Boring Company (також To Be Continued, Tunnels R Us і American Tubes and Tunnels) — інфраструктурна і тунельна компанія, заснована Ілоном Маском в кінці 2016 після того, як він вперше висловив ідею у Twitter. Маск поскаржився на затори в Лос-Анджелесі та на обмеження теперішньої 2D транспортної мережі, як на натхнення для проєкту.

Станом на лютий 2017 компанія почала будувати «тестову траншею» шириною 30 футів, довжиною 50 футів і глибиною 15 футів на території, де знаходяться офіси SpaceX в Лос-Анжелесі, оскільки для цього не потрібні ніякі дозволи. За словами Ілона Маска, мета компанії — підвищити швидкість будівництва мережі тунелів настільки, щоб це стало фінансово вигідно.
"If you think of tunnels going 10, 20, 30 layers deep (or more), it is obvious that going 3D down will encompass the needs of any city’s transport of arbitrary size."— Elon Musk
У березні 2017 Маск анонсував, що у квітні 2017 компанія розпочне використання машини для прокладання тунелів, яка буде використовуватися у SpaceX.
28 квітня 2017 Boring Company виклала в YouTube відеоролик, який зображує використання тунелів у місті. Автомобілі будуть спускатися в тунелі на спеціальних платформах, а далі розганятися до 200 км/год.
18 грудня 2018 The Boring Company урочисто відкрила свій тестовий тунель, довжина якого склала 1,83 км. На заході були присутні близько 500 гостей, які мали змогу проїхатися тунелем на спеціально обладнаній Tesla Model X.
Однак, не зважаючи на обіцянки здійснити прорив у будівельній галузі шляхом збільшення на порядок швидкості будівництва, проєкт був сприйнятий зі скептицизмом, оскільки будівництво тунелів часто коштує на 32 % більше і вимагає на 22 % більше часу, ніж передбачається через різні невизначеності та непередбачені перешкоди, пов'язані із тунелебудуванням.